# Hylodendron gabunense
Hylodendron gabunense ist ein Baum in der Familie der Hülsenfrüchtler aus der Unterfamilie der Johannisbrotgewächse aus Nigeria und Zentralafrika. Es ist die einzige Art der Gattung Hylodendron.

## Beschreibung
Hylodendron gabunense wächst als Baum bis über 40 (bis 55) Meter hoch. Der Stammdurchmesser erreicht bis zu 1,5 Meter. Es werden meist dünnere Brettwurzeln gebildet. Die gräuliche Borke ist relativ glatt. Die jungen Stämme sind bestachelt.
Die wechselständigen und gestielten Laubblätter sind wechselnd unpaarig gefiedert mit bis zu 15 Blättchen. Die Blätter sind mit Blattstiel bis zu 18 Zentimeter lang. Die kurz gestielten und fast kahlen, spitzen bis zugespitzten oder bespitzten, ganzrandigen, verkehrt-eiförmigen bis elliptischen, seltener eiförmigen, oberseits glänzenden Blättchen sind bis 15 Zentimeter lang. Die größeren Nebenblätter sind abfallend.
Es werden kurz behaarte, end- oder achselständige und kurze, kompakte Rispen mit traubigen Seitenachsen oder einfache Trauben gebildet. Bei den einzelnen Trauben sind größere, recht haltbare Tragblätter ausgebildet. Die kleinen, zwittrigen Blüten sind kurz gestielt mit einfacher Blütenhülle, die Kronblätter fehlen. Die kleinen Deckblätter sind abfallend. Es ist ein winziger Blütenbecher vorhanden. Die 4 etwas ungleichen, schmal-eiförmigen und zurückgelegten Kelchblätter sind bis 5 Millimeter lang und weißlich bis rosa. Es sind 8–10 ungleiche, abwechselnd längere und kürzere, freie, kurze Staubblätter ausgebildet. Der kahle und einkammerige Fruchtknoten ist oberständig mit kurzem Griffel.
Es werden bis 12 Zentimeter lange und nicht öffnende, flache, dünne, kahle, papierige, längliche bis schmal verkehrt-eiförmige Hülsenfrüchte gebildet, sie sind meist ein- bis zwei-(vier)samig. Die harten, glatten Samen sind braun und an der Spitze der Frucht angeordnet.

## Vorkommen
Die Art hat Vorkommen in Nigeria, Kamerun, Gabun, der Zentralafrikanischen Republik, Zaire und Congo.

## Taxonomie
Hylodendron gabunense und die Gattung Hylodendron wurden 1894 von Paul Hermann Wilhelm Taubert in Adolf Engler und Carl Prantl: Die natürlichen Pflanzenfamilien Band 3 Teil 3, Seite 386 erstbeschrieben.

## Verwendung
Das Holz ist hart und schwer sowie mäßig beständig. Es wird, meist nur lokal, für verschiedene Anwendungen genutzt.
Die Rinde wird medizinisch genutzt.